# Ossido di zinco
L'ossido di zinco è un composto chimico inorganico, l'ossido dello zinco, con formula ZnO. A temperatura ambiente si presenta come un solido bianco inodore.
È quasi del tutto insolubile in acqua ma è molto solubile in soluzioni acide o alcaline. Si trova spesso in commercio come cristalli esagonali di una polvere bianca comunemente nota come bianco di zinco. Rimane bianco quando viene esposto a solfuro d'idrogeno oppure alla luce ultravioletta. L'ossido cristallino di zinco mostra l'effetto piezoelettrico ed è termocromico (Cambia colore dal bianco al giallo quando riscaldato, e torna di nuovo ad essere bianco quando si raffredda). L'ossido di zinco si decompone in vapori di zinco e in ossigeno attorno ai 1975 °C. Lo ZnO mono-cristallino è quasi trasparente. I fumi di ossido di zinco vengono generati quando si fonde il bronzo o l'ottone, dal momento che il punto di fusione di tali leghe metalliche è vicino al punto di ebollizione dello zinco. L'esposizione all'ossido di zinco nell'aria (anche mentre si fonde) può provocare una malattia del sistema nervoso nota come febbre dei fumi metallici.
L'ossido di zinco si trova in natura come il minerale zincite.

## Utilizzi chimici

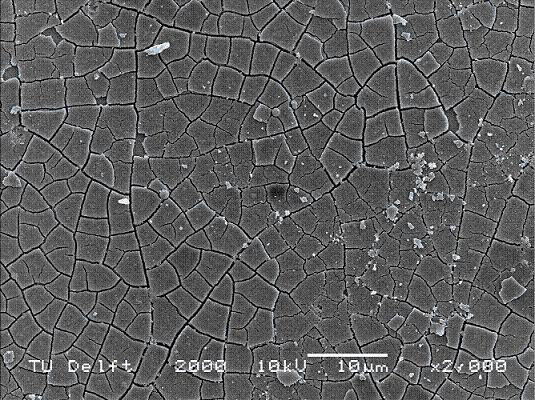
Ossido di zinco osservato al microscopio elettronico a scansione

L'ossido di zinco in miscela con circa il 0,5% di ossido di ferro (III) (Fe2O3) è noto come calamina ed è utilizzato nella "lozione alla calamine". Vi sono anche due minerali, come la smithsonite e la emimorfite, che storicamente sono stati chiamati calamina. Vedere: calamina (minerale).
Il perossido di zinco, ZnO2 .½ H2O, è una polvere che varia dal bianco al giallo ed è utilizzata in unguenti antisettici.
Lo zinco bianco è utilizzato come pigmento nella vernice, ed è più opaco rispetto al lithopone, ma meno opaco rispetto al diossido di titanio. È utilizzato nella superficie della carta. Il bianco di cina è una speciale gradazione del bianco di zinco utilizzata nei pigmenti della pittura artistica.
Il pigmento utilizzato a scopo artistico è caratterizzato da discreto potere coprente, non molto marcato. Di intonazione fredda ed essiccamento lento, produce un film poco resistente ed elastico, ed ha un'intonazione fredda, in alcuni casi tendente all'azzurrino. Nella produzione di colori c'è l'abitudine a tagliarlo con biossido di titanio, per renderlo maggiormente opaco e per limitare la sua intrinseca fragilità. La sua resistenza alla luce è eccellente e buonissima agli agenti atmosferici. Solubile in soluzioni acide e basiche, ha la tendenza a trasformarsi in carbonato di zinco; questa propensione, però, non crea nessun problema, in quanto la sostanza che ne deriva è altrettanto bianca. Ha una compatibilità pressoché assoluta con tutti i pigmenti, anche quelli più delicati e problematici, ma anche una lieve tendenza ad accelerare lo sbiadimento di alcuni pigmenti organici di sintesi (ad esempio alcuni gialli e rossi azoici e disazoici).
La macinazione artigianale – con solo olio – del pigmento, quando si desideri ottenere un comune colore ad olio, andrebbe in linea teorica (come per tutti i bianchi) effettuata con un olio poco ingiallente, come l'olio di papavero. Però, l'uso del solo olio di papavero produce un impasto con un TAC eccessivamente corto, simile per consistenza al burro freddo, che rende abbastanza problematica e poco piacevole la stessa macinazione. Tale propensione può essere corretta aggiungendo una limitatissima quantità, anche poche gocce, di un altro olio (es. olio di cartamo oppure olio di lino chiarificato), che a basse dosi non creeranno alcun problema.
È possibile l'utilizzo con le varie tecniche pittoriche, magre e grasse, senza particolari controindicazioni.
Dal momento che esso riflette sia i raggi UVA che gli UVB della luce ultravioletta, l'ossido di zinco può essere utilizzato in cosmetici o farmaci per proteggere contro l'ustione solare ed altri danni alla pelle causati dagli U.V. L'ossido di Zinco è autorizzato tra i filtri solari utilizzabili nei cosmetici dal REG EU 1223/2009, allegato VI in percentuale non superiore al 25%.
L'ossido di zinco e l'acido stearico sono ingredienti importanti nella fabbricazione commerciale degli oggetti in gomma. Una miscela appropriata di queste due sostanze permette una più veloce e controllabile manifattura della gomma. L'ossido di zinco può anche essere impiegato come riempitivo in molte miscele della gomma.
L'ossido di zinco è un semiconduttore con una energia di gap di 3,37 eV (368 nm a temperatura ambiente, al confine violetto profondo/ultravioletto). Un utilizzo comune dello ZnO è in sensori di fughe di gas. Sin dal 2003, è stato utilizzato nella ricerca tecnologica più recente per costruire LED blu e transistor a film sottile trasparenti.
I film a semiconduttore drogato del tipo n sono spesso impiegati nella tecnologia come pellicole sottili, dove l'ossido di zinco agisce come un TCO (ossido trasparente conduttivo). Il drogaggio di tipo n è realizzato introducendo difetti nell'interstizio costituito da atomi d'idrogeno o zinco. Le lacune di ossigeno non sono più considerate come contributori alla conduttività "n-type" perché questi livelli sono troppo profondi nella lacuna a banda. Il drogaggio del tipo p è difficile da ottenere ed è correntemente un campo aperto della ricerca. La cella solare a film sottile, gli LCD ed i pannelli a display piatto sono tipiche applicazioni di questo materiale. L'ossido di zinco a film sottile è trasparente e conduttivo, e può dunque essere usato come un elettrodo trasparente. L'ossido di indio-stagno è un altro tipo di ossido trasparente conduttore adoperato spesso in microelettronica.
ZnO è anche stato considerato per applicazioni spintronics (elettronica basata sullo spin) per via delle teorie sul suo ferromagnetismo a temperatura ambiente. Sono stati fatti molti studi sul ferromagnetismo, ma la presenza di magnetismo in semiconduttori diluiti resta una questione non ancora risolta in fisica e in chimica.
Gli strati di ZnO si depositano principalmente mediante tecniche a spruzzo e deposizione chimica da vapore. Il secondo metodo consente la crescita di uno strato grezzo, capace di diffondere la luce, aumentando l'efficienza delle celle solari.
Di recente ZnO è stato osservato come reagente per Reazione di acilazione di Friedel-Craft.

## Utilizzi in medicina
L'ossido di zinco è utilizzato in medicina per via esterna, in creme contro gli arrossamenti, come nella dermatite da pannolino, o per prevenire le ulcere da decubito. Tali creme possono essere registrate come medicinali, ed eventualmente da preparare in farmacia, oppure prodotti cosmetici. 
In tali creme la concentrazione di ossido di zinco si aggira comunemente intorno al 10%, ma in alcuni casi (pasta di Hoffmann) raggiunge anche il 50%. 
Spesso le creme sono anche usate per creare un bendaggio all'ossido di zinco, che è un particolare tipo di bendaggio usato per la terapia delle ulcere degli arti inferiori.
Un altro utilizzo dell'ossido di zinco sfrutta la sua azione antiseborroica, in associazione con l'acido salicilico (pasta di Lassar), per il trattamento dell'acne.

## Coefficiente piroelettrico
- Coefficiente piroelettrico primario: -6,8 µC/m²·K
- coefficiente piroelettrico secondario: -2,5 µC/m²·K
- coefficiente piroelettrico complessivo: -9,4 µC/m²·K

## Metodi di produzione
L'ossido di zinco viene prodotto dalla ossidazione del vapore di zinco metallico ad alte temperature. Esistono due metodi: quello diretto ed il metodo indiretto.

### Metodo indiretto
Lo zinco metallico viene vaporizzato dentro degli appositi contenitori a chiusura stagna, resistenti all'alta temperatura. I vapori metallici di zinco reagiscono con l'ossigeno dell'aria per formare ossido di zinco.

### Metodo diretto
Minerali contenenti zinco o solfito riscaldato concentrato sono mischiati con carbone. In una fornace riducente, il minerale è ridotto a zinco metallico e lo zinco vaporizzato reagisce con l'ossigeno per formare l'ossido, ZnO.

### Produzione dal punto di vista chimico
Dal processo produttivo si ricavano il "bianco di Zinco" o zinco ossido. Il "bianco di Zinco" viene ricavato col procedimento detto "francese" dallo Zinco e ossigeno atmosferico.
L'ossido di zinco può essere alternativamente prodotto col cosiddetto "processo americano" da zinco puro o da rottami di Zn, tramite "arrostimento", attraverso la riduzione con carbone e diretta riossidazione, oppure per via umida per precipitazione di idrossidi o carbonati, prodotti a partire da sali di zinco, e successiva calcinazione.
L'ossido di zinco può essere ottenuto per combustione dello zinco. L'ossido può essere ottenuto in forma filiforme e lanosa (Lana philosophica).
{\displaystyle {\ce {2Zn(s)\ +\ O2(g)->2ZnO(s)}}}
Lo zinco è ossidato a zinco ossido tramite acido solforico.
Può essere ottenuto per incenerimento (pirolisi) dall idrossido di zinco, dal carbonato di zinco o dallo zinco nitrato:
{\displaystyle {\ce {Zn(OH)2(s)->ZnO(s)\ +\ H2O(l)}}}
 Alle alte temperature l'idrossido di zinco si decompone in acqua ed ossido di Zn.
{\displaystyle {\ce {ZnCO3(s)->ZnO(s)\ +\ CO2(g)}}}
Incenerendo il carbonato di zinco si ottengono ossido di Zn e anidride carbonica.
La combustione di Solfuro di zinco dà ossido di zinco:
{\displaystyle {\ce {2ZnS(s) \ + \ 3O2(g) -> 2ZnO(s) \ + \ 2SO2(g)}}}
A seconda del tipo di reazione chimica l'ossido di zinco ha qualità differenti. La produzione industriale di pigmenti di ossido di zinco è spesso accompagnata dall'uso di piombo giustificando il simbolo di pericolo Xn (dannoso per la salute).

## Utilizzo nella cultura di massa
L'ossido di zinco e tu (Zinc Oxide and You) è uno sketch del film satirico Ridere per ridere (The Kentucky Fried Movie, 1977) di John Landis. Lo sketch riproduce un finto film educativo per ragazzi delle scuole superiori degli Stati Uniti dove una casalinga vede sparire una serie di oggetti della sua cucina mentre l'annunciatore intona il motivetto "senza ossido di zinco, tu non avrai ...", con risultati catastrofici a cascata. Al termine dello sketch un cartello annuncia il titolo del successivo fittizio film educativo, Ricostruendo casa tua.